# Forrest Gump (film)

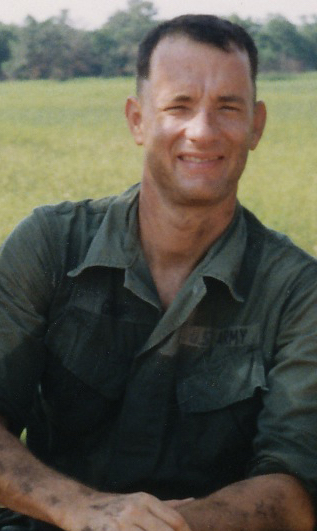
Tom Hanks jako Forrest Gump

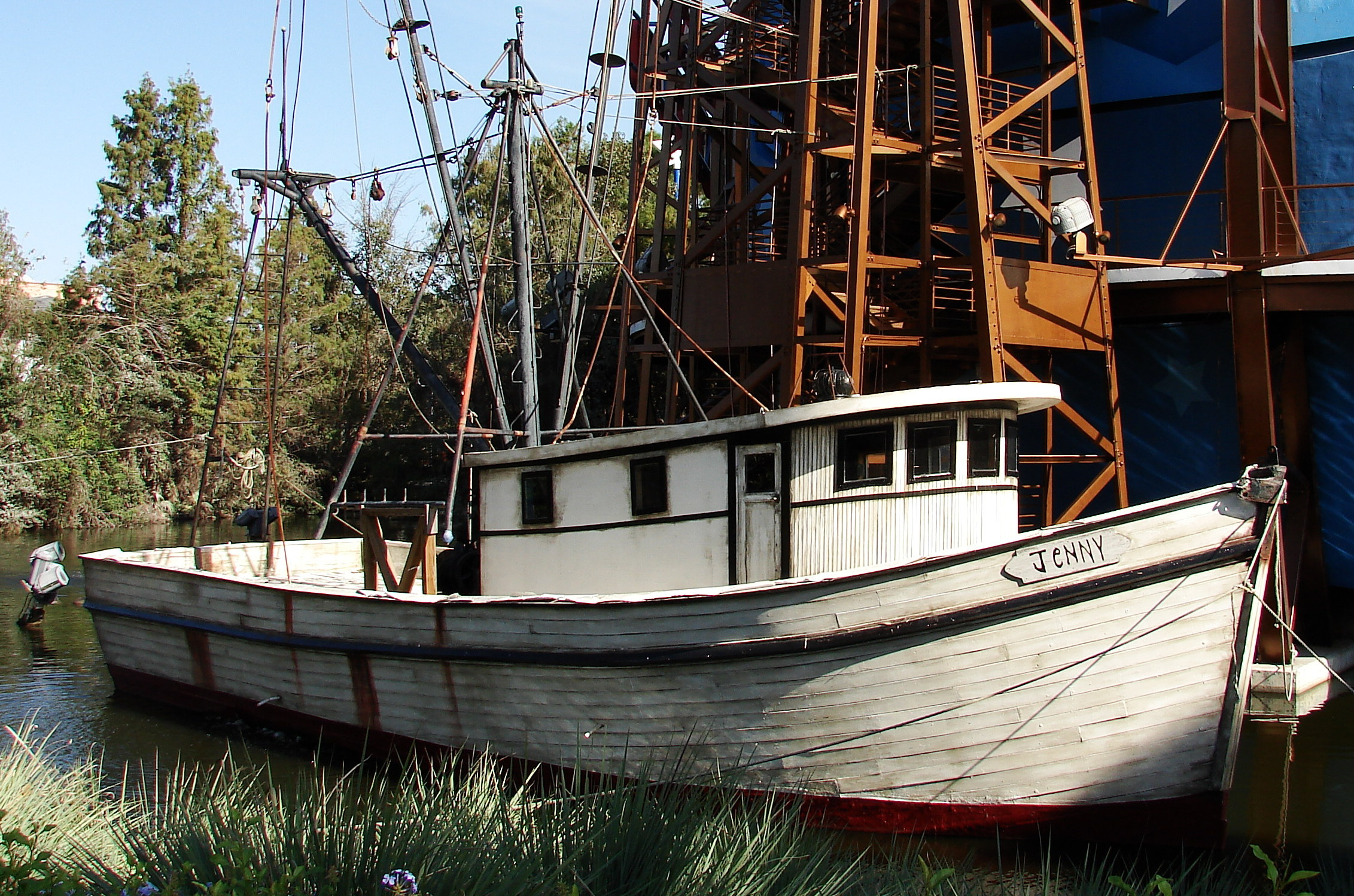
Kuter do połowu krewetek

Forrest Gump – amerykański film fabularny z 1994 roku w reżyserii Roberta Zemeckisa. Scenariusz został oparty na powieści o tym samym tytule Winstona Grooma. W tytułową rolę wcielił się tu Tom Hanks. Dochody ze sprzedaży biletów kinowych przyniosły twórcom potężne zyski finansowe. Na całym świecie film zarobił ponad 677 milionów dolarów.

## Fabuła
Film został zrealizowany na podstawie powieści Forrest Gump autorstwa Winstona Grooma. Przedstawia historię tytułowego bohatera, który – dzięki splotowi przypadków oraz niezwykłym zbiegom okoliczności – uczestniczy w przełomowych wydarzeniach XX wieku i osiąga znaczący sukces materialny. W produkcji wykorzystano materiały archiwalne, do których cyfrowo wkomponowano postać Forresta, umożliwiając mu „spotkania” z takimi postaciami jak John Lennon, prezydent John F. Kennedy oraz Lyndon B. Johnson.
Do obiegu potocznego przeszło motto głównego bohatera: „Życie jest jak pudełko czekoladek. Nigdy nie wiadomo, co ci się trafi”. Inny znany cytat to Run, Forrest, run! (Biegnij, Forrest, biegnij!).
Film rozpoczyna się ujęciem unoszonego przez wiatr piórka, które opada przy ławce, na której siedzi Forrest Gump z pudełkiem czekoladek. Bohater podnosi je i umieszcza w książeczce Ciekawski George. Siedzącej obok kobiecie zaczyna opowiadać historię swojego życia – mimo że ta nie okazuje szczególnego zainteresowania.
Dalsza narracja prowadzona jest w formie retrospekcji. Forrest wspomina dzieciństwo, kiedy to – z powodu problemów z kręgosłupem – musiał nosić ortopedyczne szyny, które określał mianem „specjalnych butów”. Mimo to lekarz zauważył jego silne nogi. Matka Forresta usiłowała zapisać go do prestiżowej szkoły w Greenbow, jednak ze względu na jego niski iloraz inteligencji (IQ = 75), spotkała się z odmową, którą ostatecznie przezwyciężyła w kontrowersyjny sposób.
Aby utrzymać rodzinę, matka wynajmowała pokoje przyjezdnym. Wśród gości znalazł się mężczyzna grający na gitarze, zafascynowany tańcem Forresta w szynach ortopedycznych – był to Elvis Presley, który w późniejszych występach scenicznych wykorzystywał zasłyszane u chłopca ruchy.
Podczas pierwszego dnia szkoły, Gump spotyka Jenny Curran – jedyną osobę, która pozwala mu usiąść obok siebie w autobusie. Ich przyjaźń szybko się rozwija. Pewnego dnia Forrest, uciekając przed prześladowcami, biegnie tak szybko, że zrywa szyny ortopedyczne – od tej pory nie są mu już potrzebne.
Kiedy odwiedza Jenny, widzi, jak dziewczynka ucieka przed ojcem – sprawcą molestowania. Ukrywając się w polu kukurydzy, modlą się, by Jenny mogła "odlecieć jak ptak". Choć Bóg nie spełnia tej prośby w dosłownym sensie, na miejsce przybywa policja, która zabiera dziewczynkę od ojca.
W szkole średniej Forrest ponownie pada ofiarą napaści – tym razem ucieczka kończy się trafieniem na boisko drużyny futbolowej, gdzie jego talent biegacza zostaje odkryty przez Beara Bryanta. W ten sposób trafia do reprezentacji uczelnianej i kontynuuje edukację. W czasie studiów jest świadkiem wydarzeń związanych z walką o prawa obywatelskie, m.in. próby zablokowania integracji rasowej przez gubernatora George’a Wallace’a.
W tym momencie opowieści słuchaczka odjeżdża autobusem, a Gump kontynuuje rozmowę z inną kobietą, zainteresowaną wspomnieniem o zamachu na Wallace’a.
W dalszej części opowieści Jenny studiuje na żeńskiej uczelni, a Gump odwiedza ją, gdy tylko ma taką możliwość. Podczas jednej z wizyt, widząc Jenny w towarzystwie mężczyzny w samochodzie, Gump reaguje agresją, sądząc, że mężczyzna może jej zagrażać. Jenny wybacza mu incydent i zaprasza do swojego pokoju w akademiku, gdzie dochodzi do próby nawiązania relacji intymnej.
W kolejnych wydarzeniach Forrest zostaje członkiem reprezentacyjnej drużyny futbolowej All-America Team, co umożliwia mu spotkanie z ówczesnym prezydentem Stanów Zjednoczonych. Po pięciu latach studiów kończy edukację uniwersytecką i zgłasza się na ochotnika do wojska. W autobusie wojskowym powtarza się sytuacja z czasów szkolnych – nikt nie chce, aby usiadł obok, z wyjątkiem Benjamina Bufforda-Blue, nazywanego Bubba. Nowy znajomy wykazuje się podobną prostolinijnością jak Gump i często opowiada mu o rodzinnym interesie związanym z połowem krewetek, który od pokoleń przekazywany jest w rodzinie Buffordów.
Podczas jednej z nocnych przerw Gump przegląda magazyn „Playboy”, gdzie rozpoznaje Jenny na zdjęciu w studenckim pulowerze. Z powodu tej publikacji została usunięta z uczelni. Wkrótce zaczyna występować w jednym z klubów w Memphis, gdzie śpiewa nago, akompaniując sobie na gitarze. Forrest odwiedza ją podczas jednego z występów i wdaje się w bójkę z mężczyzną, który oblał Jenny wodą. W odpowiedzi kobieta prosi go, aby trzymał się z daleka, na co Gump reaguje obietnicą pisania listów. Niedługo potem zostaje wysłany na wojnę w Wietnamie.
W Wietnamie Gump trafia do oddziału dowodzonego przez porucznika Dana Taylora, do którego należy również Bubba. Podczas jednej z rozmów Bubba dzieli się planem zakupu kutra do połowu krewetek i proponuje Forrestowi wspólną pracę po zakończeniu działań wojennych. Następnego dnia oddział zostaje zaatakowany przez siły wietnamskie; w wyniku dużych strat zarządzony zostaje odwrót. Gump instynktownie biegnie w kierunku rzeki, po czym zdaje sobie sprawę, że pozostawił towarzyszy. Wraca do dżungli i wynosi kolejnych rannych w okolice rzeki. Wśród nich znajduje się porucznik Dan, który – mimo oporu – również zostaje przez Gumpa uratowany. Podczas dalszych poszukiwań Forrest odnajduje ciężko rannego Bubbę, jednak nie jest już w stanie mu pomóc – niedługo potem Bubba umiera. Wkrótce na teren dżungli zostaje zrzucony napalm.
W międzyczasie, podczas tej opowieści, z przystanku znika kobieta z dzieckiem, a zastępuje ją zainteresowany opowieścią o Wietnamie mężczyzna.
Po wydarzeniach w Wietnamie Forrest Gump trafia do szpitala wojskowego. Tam dowiaduje się, że żaden z jego listów nie dotarł do Jenny, gdyż zmieniła adres zamieszkania. W trakcie rekonwalescencji Gump zaczyna grać w ping ponga i szybko osiąga w tej dziedzinie niezwykłą biegłość, przewyższając wszystkich innych pacjentów. Pewnej nocy porucznik Dan wyznaje Gumpowi swoje rozgoryczenie – uważa, że powinien był zginąć jako bohater wojenny, a zamiast tego został ciężko ranny i stracił obie nogi.
Nazajutrz porucznik zostaje wypisany ze szpitala, a Gump kończy swoją służbę wojskową. Za odwagę na polu bitwy otrzymuje Medal Honoru, który wręczony zostaje mu podczas ceremonii w Białym Domu. Wkrótce potem zostaje zaproszony przez działaczy politycznych do udziału w antywojennej manifestacji prowadzonej przez Abbiego Hoffmana. Forrest ma tam opowiedzieć o swoich doświadczeniach z wojny w Wietnamie, lecz jego wystąpienie zostaje zakłócone przez wojskowego, który uszkadza nagłośnienie. Mimo że publiczność nie słyszy jego słów, Hoffman komentuje ze wzruszeniem: „Zgadza się, stary. Powiedziałeś wszystko.”
W tłumie Forrest dostrzega Jenny, która zabiera go do siedziby organizacji Students for a Democratic Society. Na miejscu Gump spotyka działaczy Czarnych Panter oraz aktywistę Wesleya, który podczas sprzeczki uderza Jenny. W reakcji Forrest go atakuje, stając w obronie przyjaciółki. Następnie Jenny i Gump spędzają wspólnie pewien czas, podróżując po kraju. Ostatecznie jednak kobieta decyduje się powrócić do Wesleya.
W kolejnych rozdziałach życia Forrest Gump dołącza do amerykańskiej reprezentacji pingpongowej i w 1971 roku uczestniczy w pokazowym meczu w Chinach, co wpisuje się w szerszy kontekst tzw. „dyplomacji pingpongowej”. Po powrocie do Stanów Zjednoczonych zostaje zaproszony do udziału w talk-show Dicka Cavetta. Po nagraniu spotyka porucznika Dana Taylora, poruszającego się na wózku inwalidzkim, który po amputacji nóg zamieszkał w hotelu w Nowym Jorku. Od czasu zakończenia służby Dan pogrążył się w depresji, nadużywa alkoholu i papierosów oraz stał się zgorzkniały. Utrzymuje się z renty wojskowej. Forrest postanawia zostać z nim na czas świąt. Podczas sylwestrowych obchodów opowiada Danowi o planie spełnienia obietnicy złożonej Bubbie i zakupie kutra do połowu krewetek. Dan, z ironią, deklaruje, że jeśli plan się powiedzie, zostanie jego bosmanem.
W rezultacie sukcesów sportowych Gump ponownie zostaje zaproszony do Białego Domu, tym razem przez prezydenta Richarda Nixona. Prezydent oferuje mu nocleg w kompleksie Watergate, gdzie Forrest przypadkowo staje się świadkiem nielegalnych działań związanych z instalacją podsłuchów – co staje się jednym z czynników, które doprowadzą do wybuchu późniejszej afery Watergate.
Wkrótce Gump kończy zarówno służbę wojskową, jak i karierę tenisisty stołowego. Wraca do domu rodzinnego, gdzie jego matka informuje go o licznych wizytach osób zainteresowanych wykorzystaniem jego wizerunku do promocji produktów. Jedna z firm proponuje 25 000 dolarów za reklamę paletki do tenisa stołowego marki „Flex-O-Light” z wizerunkiem Mao Zedonga, pod warunkiem że Gump powie, iż właśnie nią najchętniej grał podczas wizyty w Chinach.
Następnie Forrest udaje się do Bayou La Batre, gdzie spotyka rodzinę Bubby i odwiedza jego grób. Zakupuje kuter do połowu krewetek, który nazywa imieniem Jenny. Po pewnym czasie dołącza do niego Dan Taylor, realizując wcześniejszą deklarację i obejmując funkcję bosmana. Początkowo połowy są nieudane, co skłania Gumpa do regularnych wizyt w miejscowym kościele protestanckim. Podczas jednej z wypraw kuter trafia na silny sztorm; Dan w jego trakcie prowokacyjnie zwraca się do nieba, rzucając wyzwanie losowi. Po przejściu burzy okazuje się, że kuter „Jenny” jako jedyny przetrwał nawałnicę – wszystkie inne zostały zniszczone. Od tej pory połowy przynoszą obfite zyski. W rezultacie Gump i Taylor zakładają wspólnie firmę Bubba-Gump Shrimp Company.
Mężczyzna, któremu Gump opowiadał tę historię, nie uwierzył mu. Do końca wysłuchała go już tylko staruszka, która z początku nie chciała robić przykrości Forrestowi, jednak po zobaczeniu zdjęcia Gumpa i Dana na okładce Fortune, uwierzyła mu.
Po opisanych wydarzeniach Taylor po raz pierwszy podziękował Gumpowi za ocalenie życia. Forrest zauważył, że „Dan, choć nigdy tego nie wyraził słowami, najwyraźniej pogodził się z Bogiem”. Wkrótce Gump otrzymał wiadomość o chorobie matki i konieczności jej odwiedzenia. Kilka dni później, we wtorek, kobieta zmarła. Gump nie powrócił już do połowów krewetek. Dan zainwestował zarobione środki w firmę przetwórstwa owocowego Apple, dzięki czemu obaj „nie musieli się już martwić o finanse”. W konsekwencji Gump przeznaczył swoje pieniądze na budowę kościoła zielonoświątkowego, szpitala dla rybaków w Bayou La Batre oraz przekazał rodzinie Bubby udział w zyskach. Jako milioner, ceniący swoją nową rolę, Gump za darmo kosił trawę na stadionach. Niedługo potem odwiedziła go Jenny, która zamieszkała u niego. Po kilku dniach Forrest się jej oświadczył, lecz Jenny odmówiła, twierdząc, że Gump nie zdaje sobie sprawy z powagi propozycji. Mimo to nocą przyszła do niego, i wtedy po raz pierwszy doszło między nimi do stosunku. Następnego dnia Jenny uciekła. Nie mogąc doczekać się jej powrotu, Gump spontanicznie zaczął biegać, bez konkretnego celu, co doprowadziło go do wybrzeża Atlantyku. Następnie zawrócił i dobiegł do wybrzeża Pacyfiku, kontynuując bieg przez całe Stany Zjednoczone. Szybko zyskał dużą popularność, a coraz więcej osób dołączało do niego, prosząc o pomoc. Bieg trwał 3 lata, 2 miesiące, 14 dni i 16 godzin, aż nagle, ku zaskoczeniu wszystkich, zmęczył się i wrócił do domu. Tam otrzymał list od Jenny, z prośbą, by odwiedził ją w Savannah. Tak Forrest znalazł się na tym przystanku.
W tym momencie narracja powraca do teraźniejszości — retrospekcje dobiegają końca. Starsza kobieta, która jako jedyna wysłuchała historii Forresta Gumpa do końca, informuje go, że nie musi czekać na autobus, ponieważ dom, do którego zmierza, znajduje się nieopodal. Forrest natychmiast udaje się pieszo do Jenny.
Na miejscu dowiaduje się, że ma syna — Forresta Gumpa Juniora — który, jak mówi Jenny, jest najbystrzejszym uczniem w swojej klasie. Jenny natomiast przekazuje, że choruje na niezidentyfikowany wirus, z którym lekarze nie potrafią sobie poradzić. Z kontekstu można domniemywać, że chodzi o HIV, choć nie zostaje to wprost powiedziane.
Wkrótce dochodzi do ślubu Forresta i Jenny. Na uroczystości pojawia się porucznik Dan Taylor, który porusza się dzięki protezom nóg wykonanym ze stopu tytanu. Towarzyszy mu narzeczona, prawdopodobnie pochodząca z Wietnamu.
Niedługo po ślubie Jenny umiera. Forrest zleca zburzenie domu, w którym Jenny mieszkała w dzieciństwie ze swoim ojcem-pedofilem, jako symboliczne zamknięcie bolesnego rozdziału w jej życiu. Następnie przejmuje opiekę nad synem. Mały Forrest pisze list do swojej matki, który starszy Gump pozostawia na jej grobie.Forrest i jego syn czekają na szkolny autobus w pierwszy dzień szkoły. Mały Forrest bierze ze sobą książkę Ciekawski George, która wcześniej należała do jego ojca. Po małego Gumpa przyjeżdża autobus, którego kierowcą nadal jest Dorothy Harris.
W ostatniej scenie białe piórko unosi się spod stóp Forresta i szybuje w górę. W tle gra ta sama melodia, co na początku filmu.

## Odniesienia do historii i rzeczywistości
Jednym z ważniejszych motywów filmu są liczne odniesienia do historii Stanów Zjednoczonych, w których Forrest Gump często bierze udział, niejednokrotnie przyczyniając się do sukcesów, zarówno swoich, grupy, jak i poszczególnych jednostek. Bardzo wyraźnie są zaznaczone w filmie zamachy na kolejnych prezydentów USA, a czasem także innych ważnych osobowości.
- Z opowieści Gumpa wynika, że ten odziedziczył swoje imię po generale Nathanie Bedford Forreście – dalekim krewnym Forresta i współzałożycielu Ku Klux Klanu.
- W domu Gumpów zatrzymał się nieznany wówczas Elvis Presley. Młody Forrest Gump pokazał mu swój taniec w szynach ortopedycznych, który później został wykorzystany przez Elvisa. Gump mówi, że ten człowiek został królem, a później dostał zawału.
- Forrest zostaje zauważony i przyjęty do drużyny futbolowej przez Beara Bryanta. Później dostaje się do reprezentacji futbolowej College Football All-America Team.
- Forrest jest świadkiem wydarzeń z 11 czerwca 1963. Gubernator Alabamy – George Wallace – nie zezwolił na przyjęcie dwóch Afroamerykanów do uniwersytetu w Alabamie, na którym studiował Gump. Gubernator osobiście zjawił się na miejscu i zagrodził wejście własnym ciałem. Prezydent John F. Kennedy nakazał ingerencję wojska. W efekcie Jimmy Hood i Vivian Malcone zostali przyjęci na studia. Malcone upuściła książkę, którą Gump podniósł i zaniósł, jednocześnie wchodząc na uniwersytet w obecności telewizji. Gump wspomina też, że później ten zagniewany człowiek wpadł na dobry pomysł, żeby kandydować na prezydenta, ale komuś się to nie spodobało. Tak opisał zamach Arthura Bremera na gubernatora.
- W akademiku Jenny mówi, że chce być piosenkarką jak Joan Baez.
- John F. Kennedy przyjął w Białym Domu reprezentację College Football All-America Team. Forrest wypija tam 15 butelek Dr Pepper. Później prezydent pytał każdego zawodnika, jakie to uczucie być All-Amerykaninem. Forrest odpowiedział, że chce mu się siku. Z kolei w prezydenckiej toalecie stoi zdjęcie Marilyn Monroe. Gump mówi, że jakiś czas później ktoś zastrzelił tego miłego prezydenta, gdy jechał swoim samochodem, a kilka lat później ktoś zastrzelił także jego brata, tyle że w hotelowej kuchni. W filmie zostało ukazane podobieństwo wykonywania gestu odgarniania włosów z twarzy przez Johna i Roberta F. Kennedy’ego tuż przed śmiercią.
- W filmie widzimy moment lądowania na księżycu Neila Armstronga w 1969 ukazany w odbiorniku telewizyjnym, jednakże zostaje on zignorowany przez żołnierzy, którzy wolą patrzeć na Forresta odbijającego piłeczkę ping-pongową.
- Forrest i Bubba biorą udział w wojnie w Wietnamie, gdzie poznają porucznika Dana Taylora. Dowiadują się, że Taylor pochodzi z rodziny o militarnych tradycjach. Jego przodkowie walczyli i polegli w wojnie o niepodległość Stanów Zjednoczonych, wojnie secesyjnej oraz I i II wojnie światowej. Gump twierdzi, że w Wietnamie zwiedził całą okolicę i szukał „Gościa o nazwisku Żółtek” (a guy named "Charlie"). Tak pogardliwie Amerykanie nazywali Wietnamczyków.
- Podczas wojny Jenny zostaje hippiską i członkinią Students for a Democratic Society i Czarnych Panter, a po wojnie często chodzi na dyskoteki i popada w narkomanię.
- W szpitalu wojskowym Gump ogląda American Forces Vietnam Network.
- Prezydent Lyndon B. Johnson odznaczył Gumpa Medalem Honoru. Gdy Forrest powiedział mu, że został postrzelony w tyłek, Johnson powiedział, że chciałby to zobaczyć, toteż Gump mu pokazał, na co prezydent powiedział Niech cię diabli synu! (ang. God damns, son!).
- Po odebraniu nagrody z rąk prezydenta Gump został zaprowadzony przez młodych aktywistów politycznych na przemówienie Abbiego Hoffmana. Gump określił go jako Człowieka, który zamiast koszuli ma amerykańską flagę i lubił używać słowa na f. Za każdym razem, gdy je wymawiał, ludzie cieszyli się bez powodu.
- Gump pojechał na pokazową rozgrywkę pingponga do Chin, co jest nawiązaniem do dyplomacji pingpongowej z 1971 roku. Forrest mówi: byliśmy pierwszymi amerykanami na ziemi chińskiej od miliona lat, czy coś koło tego. Ktoś powiedział, że pokój tego świata leży w naszych rękach, ale ja nic nie robiłem, tylko grałem w ping ponga.
- Gump występuje w talk-show Dicka Cavetta razem z Johnem Lennonem. Lennon odpowiadał Gumpowi cytatami z piosenki Imagine (no possessions? no religion too? i It's easy if you try). Gump mówi, że później ten młody Anglik wracał do domu, do swojego synka, a po drodze rozdawał autografy, ale ktoś go zastrzelił bez powodu.
- Gump poznaje prezydenta Richarda Nixona, po wizycie u prezydenta nocował w kompleksie Watergate. Nocą Gump wyglądając przez okno zobaczył, że w jednym z biur chodzą ludzie z latarkami. Stwierdził, że pewnie prąd im wysiadł i nie mogą znaleźć korków, więc zadzwonił po ochronę hotelową, prosząc o przysłanie im elektryka. Następnego dnia wybuchła Afera Watergate, w wyniku której Nixon podał się do dymisji, a nowym prezydentem został wiceprezydent Gerald Ford.
- Po zakupieniu kutra do połowu krewetek łowienie przychodzi Forrestowi i porucznikowi z wielkim trudem. Sytuacja zmienia się, gdy przez Alabamę przechodzi huragan Carmen a kuter Forresta i porucznika Dana okazuje się jedynym, który wygrał walkę z żywiołem.
- Forrest Gump został prezesem Bubba Gump Shrimp Company. Chociaż nie było to nawiązanie do rzeczywistości, ta korporacja została założona po premierze filmu i istnieje naprawdę.
- W jednej ze scen pojawia się informacja, że prezydent Gerald Ford po raz kolejny od 17 dni uniknął śmierci z rąk zamachowca.
- Porucznik Dan zainwestował w mającą się wkrótce rozwinąć firmę Apple, którą Gump (po zobaczeniu loga z nadgryzionym jabłkiem) nazwał jakąś firmą przetwórstwa owocowego (ang. Fruit Company).
- Innym razem w telewizji pada informacja, że prezydent Jimmy Carter dostał udaru słonecznego. Kilka scen później telewizja poinformowała o nieudanym zamachu na prezydenta Ronalda Reagana.
- Kiedy Gump biegł, pewien mężczyzna produkujący zderzaki poprosił go o pomoc w wymyśleniu sloganu. Gump nieświadomie podsunął mu pomysł na Shit happens.
- Podczas biegu przez Stany Zjednoczone pewien mężczyzna, który zbankrutował na produkcji t-shirtów, chce zamieścić twarz Forresta na koszulce, ale nie umie rysować ani nie ma aparatu. W tym momencie obie postacie zostają ochlapane błotem z przejeżdżającej obok ciężarówki. Mężczyzna proponuje Forrestowi, by ten wytarł twarz w żółtą koszulkę, bo tego koloru i tak nikt nie kupuje. Po otarciu twarzy przez Forresta na koszulce pojawiają się oczy i uśmiech, a Forrest rzuca jeszcze w stronę producenta koszulek słowa: „Have a nice day” co wskazuje na to, że przypadkowo Forrest podsunął mu pomysł na smileya.
- Syn Forresta ogląda w telewizji Ulicę Sezamkową.

## Obsada

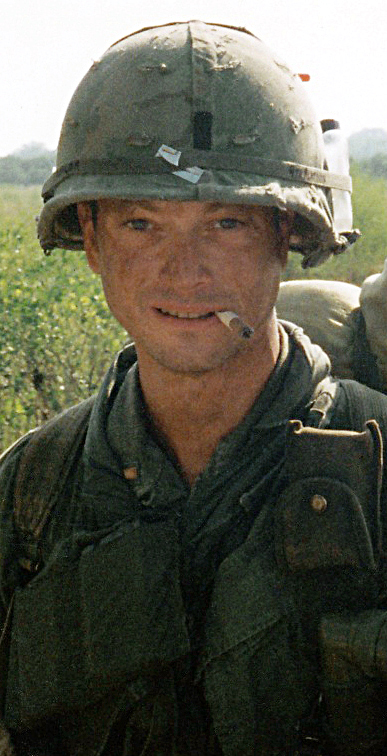
Gary Sinise jako por. Dan Taylor

- Forrest Gump (Tom Hanks) – główny bohater filmu. Pomimo tego, że jest upośledzony umysłowo, odnosi w życiu wielkie sukcesy splatane z porażkami; gra w futbol amerykański, zostaje bohaterem wojny w Wietnamie, gra w ping ponga, otrzymuje Medal Honoru, po czym oddaje go Jenny, otwiera firmę krewetkową i rodzi mu się syn.
- Młody Forrest (Michael Conner Humphreys)
- Jenny Curran (Robin Wright Penn) – ukochana Forresta, pod koniec filmu zostaje jego żoną, po czym umiera na AIDS. Jej ojciec był alkoholikiem i pedofilem.
- Młoda Jenny Curan (Hanna R. Hall)
- Porucznik Dan Taylor (Gary Sinise) – dowódca plutonu, do którego należał Forrest; na wojnie stracił obie nogi, co bardzo odbija się na nim psychicznie. Obiecał Forrestowi zostać bosmanem na jego kutrze krewetkowym i ... nim został.
- Benjamin „Bubba” Bufford-Blue (Mykelti Williamson) – czarnoskóry przyjaciel Forresta z wojny wietnamskiej, koneser krewetek. Zostaje śmiertelnie ranny i umiera, ku rozpaczy Forresta.
- Pani Gump (Sally Field) – matka Forresta. Umiera na raka.
- Pielęgniarka w Park Bench (Rebecca Williams) – jedna ze słuchaczek Forresta, gdy ten opowiada przypadkowym przechodniom swoją historię.
- Barber (George Kelly)
- Cronie (Bob Penny, John Randall)
- Doktor (Harold G. Herthum) – leczy małego Forresta na początku filmu i mówi jego matce o jego upośledzeniu umysłowym.
- Dyrektor (Sam Anderson) – początkowo odmawia przyjęcia Forresta do szkoły. Zgadza się pod warunkiem, że jego matka odda mu seksualną przysługę.
- Louise (Margo Moorer)
- Elvis Presley (Peter Dobson) – Matka Forresta wynajmuje mu mieszkanie, a on uczy się tańca od młodego Forresta, który ma szyny ortopedyczne.
- Dorothy Harris (Siobhan J. Fallon) – Kierowca autobusu szkolnego. Wiozła nim na pierwszy rok zarówno Forresta Seniora, jak i jego syna.
- Ojciec Jenny (Kevin Mangan) – Jest farmerem. Molestował młodą Jenny, więc zostały mu odebrane prawa rodzicielskie.
- Babcia Jenny (Fay Genes) – Po odebraniu Jenny ojcu, zamieszkała u babci.
- Paul „Bear” Bryant (Sonny Shroyer) – Trener All-America Team, który zauważa szybkość Gumpa i przyjmuje go do drużyny.
- Matka z dzieckiem w parku (Deborah McTeer) – Kolejna słuchaczka Forresta.
- Kierowca wojskowego autobusu (Kenneth Bevington)
- Matka Bubby (Marlena Smalls)
- Abbie Hoffman (Richard D’Alessandro)
- Hilary (Hilary Chaplain)
- Carla (Tiffany Salerno) i Leonore (Tiffany Salerno) – Prostytutki w barze, które Dan zapoznaje z Gumpem.
- Wesley (Geoffrey Blake) – znienawidzony przez Forresta były chłopak Jenny.
- Forrest Gump Jr. (Haley Joel Osment) – syn Forresta i Jenny. W filmie dowiadujemy się o nim, że nie jest upośledzony jak Forrest, lecz wyjątkowy i szczególnie inteligentny.
- Starsza Pani (Nora Dunfee) – Jedna ze słuchaczek opowieści Gumpa.
- Minister (Lonnie Hamilton)
- Narzeczona Dana (Teresa Denton) – Prawdopodobnie jest Wietnamką.

### Głosy
Postacie wstawione przy pomocy efektów specjalnych do filmu, w niektórych przypadkach nie mówili swoimi głosami, tylko zostali zdubbingowani przez aktorów.
- John F. Kennedy – Jed Gillin
- Lyndon B. Johnson – John William Galt
- Dick Cavett – on sam
- John Lennon – Joe Stefanelli
- Richard Nixon – Joe Alaskey

## Piosenki z filmu
W filmie wykorzystano nagrania z lat 50., 60., 70., i wczesnych 80.:
- Hank Williams – Lovesick Blues
- Elvis Presley – Hound Dog
- Duane Eddy – Rebel Rouser
- Clarence „Frogman” Henry – (I Don’t Know Why) But I Do
- The Rooftop Singers – Walk Right In
- Wilson Pickett – Land of 1000 Dances
- Joan Baez – Blowin’ in the Wind
- Creedence Clearwater Revival – Fortunate Son
- The Four Tops – I Can’t Help Myself (Sugar Pie Honey Bunch)
- Aretha Franklin – Respect
- Bob Dylan – Rainy Day Women ♯12 & 35
- The Beach Boys – Sloop John B
- Jimi Hendrix – All Along the Watchtower
- Jimi Hendrix – Hey Joe
- The Mamas & the Papas – California Dreamin’
- Buffalo Springfield – For What It’s Worth
- Jackie DeShannon – What the World Needs Now Is Love
- The Doors – Break on Through (To the Other Side)
- The Doors – People Are Strange
- The Doors – Soul Kitchen
- The Doors – Hello, I Love You
- The Doors – Love Her Madly
- Simon & Garfunkel – Mrs. Robinson
- Jefferson Airplane – Volunteers
- Canned Heat – Let’s Work Together
- Scott McKenzie – San Francisco
- The Byrds – Turn! Turn! Turn!
- The Fifth Dimension – Aquarius/Let the Sunshine In
- Harry Nilsson – Everybody’s Talkin’
- Three Dog Night – Joy to the World
- The Supremes – Stoned Love
- B.J. Thomas – Raindrops Keep Falling on My Head
- Randy Newman – Mr. President
- Lynyrd Skynyrd – Sweet Home Alabama
- Lynyrd Skynyrd – Freebird
- Jackson Browne – Running On Empty
- The Doobie Brothers – It Keeps You Runnin’
- Gladys Knight & The Pips – I’ve Got to Use My Imagination
- Fleetwood Mac – Go Your Own Way
- Willie Nelson – On the Road Again
- Bob Seger & The Silver Bullet Band – Against the Wind

## Nagrody
- Złoty Glob dla Najlepszego filmu dramatycznego (1994)
- sześć Oscarów w kategoriach:
  - najlepszy film
  - najlepszy aktor w roli głównej – Tom Hanks
  - najlepsza reżyseria – Robert Zemeckis
  - najlepszy montaż – Arthur Schmidt
  - najlepsze efekty specjalne – Ken Ralston, George Murphy, Stephen Rosenbaum, Allen Hall
  - najlepszy scenariusz adaptowany – Eric Roth